# María Concepción César
Concepción María Cesarano, conocida como María Concepción César (Buenos Aires, 25 de octubre de 1926-Ib., 26 de julio de 2018), fue una vedette, cantante, actriz de radio, teatro cine y televisión argentina. Fue la primera actriz en ser tapa de la Revista Gente.

## Biografía

### Primeros años
De abuelos de nacionalidad italiana, sus padres fueron Domingo Cesarano y María Elena Lelis de Bifulco. Nació en el barrio porteño de Floresta. Estudió en el Conservatorio Nacional de Arte Escénico de Buenos Aires y comenzó tempranamente a actuar en el cine debutando en Pampa bárbara (1945) dirigida por Lucas Demare y Hugo Fregonese y protagonizada por su tío, Francisco Petrone. Más adelante trabajó en El regreso dirigida por Leopoldo Torres Ríos, El crimen de Oribe del mismo director en colaboración con Leopoldo Torre Nilsson y La barra de la esquina, dirigida por Julio Saraceni, todas de 1950. Entre los filmes en que trabajó más adelante cabe mencionar Rosaura a las diez que en 1958 dirigió Mario Soffici a quien la actriz recuerda en especial por sus enseñanzas.

### Su vínculo con el teatro
Sobre su paso por el Conservatorio dice que tuvo «la suerte de estar en manos de Antonio Cunill Cabanellas —actor y director— y tener como profesor al escritor y filósofo Vicente Fatone, gran orientalista»; también realizó un postgrado con Lee Strasberg en el Teatro General San Martín. Tuvo como profesor en declamación al primer actor Pablo Acciardi.
Trabajó en muchas obras teatrales de autores consagrados y con importantes directores. Algunas de esas obras fueron Celos, dirigida por Francisco Petrone; Llueven ladrones del cielo, dirigida por Esteban Serrador; Clase media, dirigida por Eduardo Cuitiño; Después de la caída, de Arthur Miller; 6 personajes en busca de un autor, de Luigi Pirandello; Un guapo del 900, de Samuel Eichelbaum; El conventillo de la Paloma, de Alberto Vaccarezza y El enfermo imaginario, de Molière.
Frecuentó la comedia musical y se recuerda su participación en Todos en París conocen, con Gloria Guzmán; Can can, de Cole Porter; Me And My Girl; Temporada del Maipo junto a Dringue Farías, con coreografía de Eber Lobato; Temporada musical junto a Osvaldo Pacheco; Buenas noches, Buenos Aires, con Hugo del Carril y dirección orquestal de Mariano Mores; Mi Buenos Aires de entonces, dirigida por Julio Vaccaro; Hoy ensayo, hoy, con dirección de Rodolfo Graziano y Houdini, dirigida por Ricky Pashkus (2005). También participó en obras de su propia autoría como Dulce María, dulce y Entre mis amores.

### Labor en radio y televisión
Tuvo una prolongada carrera en la radiodifusión y durante muchos años trabajó en radionovelas. Fue artista exclusiva de Radio El Mundo y luego de Radio Splendid, por más de quince años. Participó en la emisión de obras como Cumbres Borrascosas, la adaptación de la película Treinta y nueve escalones de Alfred Hitchcock, Rosa de abolengo, La loba y Las alegres comadres de Windsor de William Shakespeare, entre muchas producciones más.
En 2008 fue una de Las doñas de la radio, grupo de actrices del radioteatro argentino así denominado cariñosamente por el Consejo Profesional de Radio de Argentores, a las que en 2008 se le entregó el premio Susini por su trayectoria en ese género. Las otras eran Beatriz Día Quiroga, Elcira Olivera Garcés, Haydée Padilla, Irma Roy, Beatriz Taibo y Beatriz Vilamajó.
Algunas de sus participaciones en televisión fueron en Soledad frente a la vida, Teleteatro íntimo, Show 90, Tropicana Club, Sábados de la bondad, Esquina de tango, Su comedia favorita, Alta comedia, Espectacular la verbena de la Paloma, Grandes valores del tango, Amo y señor, Verdad consecuencia, Los machos, Alma de tango, Amándote, Señoras sin señores, Los buscas, Yendo de la cama al living, Amor en custodia y Un cortado.

## Premios y reconocimientos
A lo largo de la carrera recibió numerosos premios:
- Diploma al Mérito Konex en la categoría Actriz de Musical por la Fundación Konex (1991).[6]
- Como «Revelación Cinematográfica Argentina» por su papel en El Crimen de Oribe (1950).
- Por «Labor Cinematográfica Interpretativa», por su papel en El Infortunado Fortunato (1952).
- Premio Quinquela Martín.
- Premio al talento (Mar del Plata, 1998).
- Premio a la trayectoria entregado por el Congreso Nacional (1999).
- Premio Pablo Podestá a la trayectoria profesional (2000).
- Premio del Festival de Cine de Mar del Plata en reconocimiento a su labor como actriz en la cinematografía argentina.
- Premio Susini del Consejo Profesional de Radio de Argentores (2008).
- Premio Cóndor de Plata a la trayectoria (2013).

## Fallecimiento
Falleció a los 91 años el 26 de julio de 2018.

## Filmografía
- 1945: Pampa bárbara, dir. Lucas Demare y Hugo Fregonese
- 1946: Inspiración, dir. Jorge Jantus
- 1949: El hijo de la calle, dir. Leopoldo Torres Ríos
- 1949: Pantalones cortos, dir. Leopoldo Torres Ríos
- 1949: El nieto de Congreve, dir. Leopoldo Torres Ríos
- 1950: El crimen de Oribe, dir. Leopoldo Torres Ríos y Leopoldo Torre Nilson
- 1950: La barra de la esquina, dir. Julio Saraceni
- 1950: El regreso, dir. Leopoldo Torres Ríos.
- 1952: El infortunado Fortunato, dir. Enrique Cahen Salaberry
- 1954: María Magdalena, dir. Carlos Hugo Christensen
- 1955: La simuladora, dir. Mario C. Lugones
- 1958: Rosaura a las diez, dir. Mario Soffici
- 1960: La madrastra, dir. Rodolfo Blasco
- 1966: Hotel alojamiento, dir. Fernando Ayala
- 1972: Todos los pecados del mundo, dir. Emilio Gómez Muriel
- 1975: Los chantas, dir. José A. Martínez Suárez.
- 1984: El hombre que ganó la razón (no estrenada comercialmente - 1984) dir. Alejandro Agresti
- 1986: Bajo el signo de la cruz (Filmada en Corrientes).
- 2002: Las aventuras de Dios, dir. Eliseo Subiela
- 2004: Historia del Cine, documental.

## Espectáculos en los que participó
- La letra con sangre entra
- Doña Flor y sus dos maridos
- Tiempo de otoño
- Interviú
- ¿Alzhéimer?
- Papá insoportable
- No te deprimas, abuelita
- La oveja negra
- Engañando a la abuelita
- Sin viagra
- Diferencia de edad
- Milonga
- Esta noche no querida

## Trabajos en televisión
- 1965: Su comedia favorita serie.
- 1965: Show Standard Electric, miniserie
- 1968: Soledad frente a la vida, Teleteatro diario. Canal 13.
- 1970: Los muertos.
- Alta comedia (1 episodio).
- 1974: Separate tables (‘mesas separadas’) serie.
- 1978: Vos y yo, toda la vida serie.
- 1979: Chau, amor mío, serie.
- 1980: Fabián 2 Mariana 0  serie.
- 1984: Amo y señor, serie.
- 1985: Duro como la roca, frágil como el cristal, serie.
- 1987: Grecia, serie.
- 1988: Amándote, serie.
- 1991: Regalo del cielo, serie.
- 1994: Con alma de tango serie.
- 1994: Los machos serie.
- 1995: Cha Cha Cha, serie.
- 1996: La nena serie.
- 1996: Verdad consecuencia, serie.
- 1997: Mamá × 2 serie.
- 1997: Mi familia es un dibujo
- 1998: Señoras sin señores serie.
- 2000: Los buscas de siempre, serie.
- 2005: Amor en custodia, serie.
- 2011: Tiempo de pensar.
- 2013: Qitapenas, serie.